# (4064) Marjorie
(4064) Marjorie – planetoida z pasa głównego asteroid okrążająca Słońce w ciągu 3 lat i 319 dni w średniej odległości 2,47 j.a. Została odkryta 24 września 1960 roku w Obserwatorium Palomar przez Cornelisa van Houtena, Ingrid van Houten i Toma Gehrelsa. Nazwa planetoidy pochodzi od Marjorie Meinel. Przed nadaniem nazwy planetoida nosiła oznaczenie tymczasowe (4064) 2126 P-L.